# Métacestode

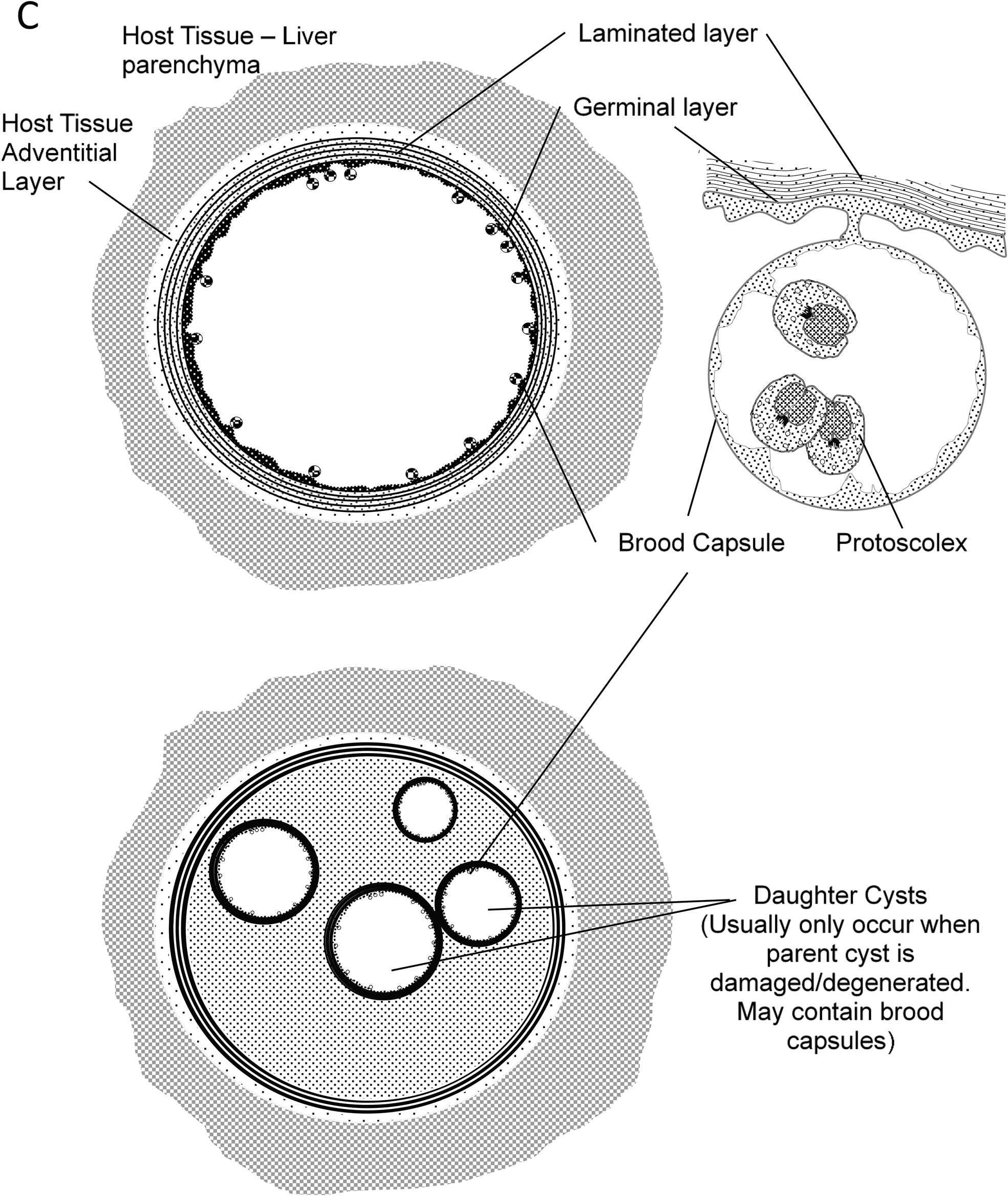
Le métacestode du cestode Echinococcus spp.

Un métacestode est le stade larvaire d'un ténia, trouvé dans un hôte intermédiaire,. Il peut prendre diverses formes, par exemple, le kyste hydatique, le strobilocercus, le cysticercus ou le cysticercoïde. 

## Source et références
1. ↑  Hany Elsheikha et Jon S. Patterson, Veterinary Parasitology, CRC Press, 2013 (ISBN 9781840766462), « Metacestode », p. 245
2. ↑  Vuitton, McManus, Rogan et Romig, « International consensus on terminology to be used in the field of echinococcoses », Parasite, vol. 27,‎ 2020, p. 41 (ISSN 1776-1042, PMID 32500855, PMCID 7273836, DOI 10.1051/parasite/2020024)
3. ↑  Dennis Jacobs, Mark Fox, Lynda Gibbons et Carlos Hermosilla, Principles of veterinary parasitology, reprint, 2016 (ISBN 9780470670422), « 5.3.2 Metacestodes », p. 121